# 수도국산 달동네 박물관
수도국산 달동네 박물관(水道局山달동네博物館)은 인천광역시 동구 송현근린공원 내에 위치한 박물관으로 1960 ~ 1970년대의 수도국산 달동네 서민생활상을 재현하였다.

## 개요
연면적 1,950.85m2, 지하1층 지상1층, 전시실 면적 716.37m2 규모로 2003년 7월 28일에 LH가 시공하였으며, 2005년 8월 3일에 보국문화에서 전시 · 구성하여 2005년 10월 25일에 개관하였다.
건립 배경으로는 2001년에 수도국산 일대가 도로망과 아파트 단지로 재개발됨으로써 당시에 살던 주민들과 일부 사회 단체 등이 달동네의 발자취를 남겨 놓기 위해 건립의견을 제시해 추진되었으며, 달동네 주민들의 물품기증도 이루어졌다. 입장료는 성인 500원이다.

## 시설
- 지상 : 사무실, 수장고, 교육실, 다목적실, 매점
- 지하 : 상설전시실, 기념품 판매소

## 전시 내용
- 수도국산 역사
- 달동네 상점
- 여럿이 사용하는 공간
- 달동네 생활상 엿보기
- 달동네 삶의 편린들
- 수도국산달동네

## 같이 보기
- 수도국산